# Stramilano (brano musicale)
(Il ritornello della canzone)
Stramilano è un brano musicale composto nel 1929 da Vittorio Mascheroni (1895-1972) su testo di Luciano Ramo (1886-1959), incisa da Crivel per la Odeon (O 7910) nello stesso anno e resa celebre dall'interpretazione di Ines Talamo.
Diventata un simbolo della città di Milano, questa canzone fornì lo spunto per il nome di un documentario sulla città di Milano di Corrado D'Errico del 1929 e per l'omonima manifestazione sportiva che raccoglie ogni anno migliaia di persone che corrono, appunto, per le strade di Milano.
Nel 1969 è stata incisa anche da Mario Tessuto e inclusa nei titoli di testa del musicarello Lisa dagli occhi blu.
Nel 2006 un'altra versione recente è inclusa nell'album TUPICADA del duo Gli Stramilano, chiamato così come l'omonima canzone.